# Leonora Piper
Leonora Evelina Simonds ou Leonora Piper (Boston, 27 de junho de 1857 - 3 de julho de 1950) foi uma das mais notórias médiuns da história do espiritualismo e da parapsicologia. Foi provavelmente a personalidade médium mais estudada e uma das mais validadas por cientistas, tendo sido profundamente investigada em vida por quase 25 anos. Milhares de páginas foram publicadas com relatos de suas sessões e análises realizadas por uma diversidade de pesquisadores renomados, mais notoriamente William James e Richard Hodgson.
A psicóloga Amy Tanner publicou em 1910 um livro em que descreve as sessões espíritas que realizou com Piper, concluindo que as supostas "personalidades" eram criações fictícias de sua própria mente e não espíritos desencarnados. No entanto, o estudo de Tanner foi muito criticado por Eleanor Sidgwick, Andrew Lang e por James Hyslop.

## Biografia
A infância e a juventude de Leonora Piper foram normais sob todos os sentidos. Era a quarta de seis crianças e foi líder nas brincadeiras e esportes. Na adolescência, aprendeu a costurar. Sempre foi boa aluna. Os pais de Leonora eram profundamente religiosos, membros da Igreja Congregacional. Leonora manteve-se nesta religião até o ano de 1910 quando, durante uma visita à Inglaterra, foi batizada na Igreja da Inglaterra. Seu pai faleceu em consequência de ferimentos adquiridos na Guerra Civil Americana, e sua mãe faleceu de pneumonia, aos 88 anos, em 1925.[carece de fontes?]
Aos 22 anos casou-se com Wiiliam Piper, de Boston. Três anos depois nasceu a primogênita Alta e algum tempo depois a filha Minerva.[carece de fontes?]
A este tempo era descrita como pessoa alta, esguia, com uma graça e dignidade difíceis de descrever, de feição grega e com cachos de cabelos dourados, portadora de mediana cultura.[carece de fontes?]
A família nunca fez qualquer objeção às atividades mediúnicas da senhora Piper. O marido sempre esteve muito interessado nos fenômenos provocados por ela. A filha Alta, embora reconheça que foram privadas de muitas horas preciosas da companhia da mãe, recorda-se que apesar de todos os compromissos havia um ritual diário que Leonora Piper jamais deixava de cumprir, que era fazer a prece de boa noite, beijando as filhas e dizendo-lhes: "Deus as abençoe, queridas", antes de entregá-las aos cuidados de uma governanta. Alta Piper transparece sua admiração materna e conta que desde pequena pedia a Deus fazê-la como a "mamãe" quando crescesse.
Aos 8 anos de idade, enquanto brincava no jardim de sua casa, Leonora sentiu um barulho cortante em seu ouvido direito, acompanhado de um som prolongado e sibilante, escutando então as seguintes palavras: "Tia Sara não morreu, mas com você permanece". Assustada, foi então falar com sua mãe sobre o ocorrido, que procurou distraí-la. Dias após, a família recebeu uma carta de um local muito distante, que dizia que a tia Sara (irmã da mãe de Leonora) havia falecido repentinamente na mesma hora e dia em que o fato ocorrera .
Anos mais tarde, já adulta, Leonora casou-se e se mudou para a cidade de Beacon Hill. Sofreu um acidente de trenó, e alguns anos depois nasce sua filha Alta. Leonora ouviu falar de um clarividente, o senhor Cocke, que estaria chamando a atenção de muita gente na cidade, dando diagnósticos médicos corretos e realizando curas. No dia 19 de junho de 1884, Leonora foi visitar o clarividente, acompanhada de seu sogro, a partir de uma sugestão do marido para tentar a cura dos efeitos que o acidente de trenó houvera deixado. Durante a primeira consulta, porém, a sra Piper relatou que durante o momento em que estava escutando seu diagnóstico, por um momento sentiu-se que estava longe do local, passando então a um estado de inconsciência. Dias após o ocorrido, voltou novamente ao local junto de seu sogro. Todos sentaram-se em torno do clarividente, de forma que cada um colocava as mãos na cabeça uns dos outros. Quando o clarividente colocou as mãos sobre Leonora, este alegou que viu uma luz onde surgiram estranhas faces. Ela então saiu da cadeira, pegou um lápis, foi até uma mesa e escreveu rapidamente uma mensagem, que entregou ao senhor Juiz Frost, que morava em Cambridge. Este então lhe disse: "Senhora, sou espiritualista há mais de 30 anos, mas a mensagem que me deu é a mais importante que já recebi. Ela me encorajou a ir em frente, sei agora que meu menino vive". Anos antes, o senhor Frost havia perdido seu filho em trágico a acidente. Antes de falecer, seu filho ficou vários meses inconsciente e não mais reconhecia seus pais. Na mensagem, porém, dizia que "sua cabeça estava tão clara como nunca", reconheceu-o como pai e deu outros detalhes, o que para Frost foi uma prova irrefutável. Logo Piper se notabilizou como uma eminente médium e começou a ser estudada por organizações parapsicológicas norte-americanas e britânicas.

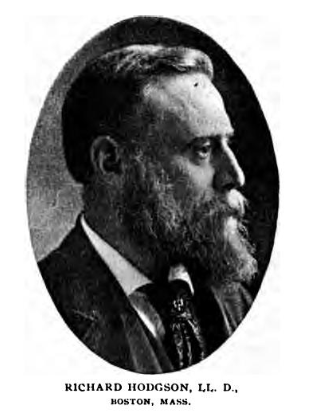
Richard Hodgson.

O cientista da Universidade de Harvard William James foi o primeiro a investigar sistematicamente a mediunidade de Piper e logo se convenceu de que ela realizou atos paranormais. Após dez anos de pesquisa, James definiu sua crença em Piper em uma famosa reflexão: "Se você deseja questionar a lei que todos os corvos são negros, você não precisa mostrar que nenhum corvo o é; é suficiente se você provar que um único corvo seja branco. Meu próprio corvo branco é a Sra. Piper." Ao longo de sua pesquisa, James considerou as seguintes hipóteses sobre ela: primeiro, a possibilidade de fraude, o que ele rejeitou depois de anos de observações cuidadosas; em segundo lugar, a teoria de uma extensão "subliminar" da mente de Piper, o que implicaria a aceitação de um reservatório mundano de informações expressas apenas através de estados de transe; terceiro, a hipótese da telepatia, que também considerou insuficiente para alguns casos; e quarto, a hipótese do espírito, que ele reconheceu como "não só a mais natural, mas a mais simples" embora não apoiada por evidência conclusiva.
Após os estudos iniciais de James, seu amigo advogado e parapsicólogo Richard Hodgson, considerado expert em desmascarar fraudes, assumiu a liderança das investigações sobre Piper. Hodgson chegou até a contratar detetives para seguir a médium, e após anos de estudos sobre ela afirmou que "os comunicantes eram, ao menos em muitos casos, o que eles alegavam ser, isto é, os espíritos sobreviventes de seres humanos previamente encarnados".
Leonora Piper morreu em sua casa no dia 3 de julho de 1950, por uma broncopneumonia. Ela foi enterrada no Mount Pleasant Cemetery, em Massachusetts. 

## Céticos
Em 1889, George Darwin participou de duas sessões com Piper anonimamente. O controle de Piper mencionava nomes, mas, segundo Darwin, "nem um único nome ou pessoa foi dado corretamente, embora talvez nove dos dez tenham sido nomeados". No final da primeira sessão, Darwin e Frederic Myers estavam conversando nas escadas do lado de fora da sala, enquanto Piper era deixado sozinho dentro. Myers mencionou o nome de Darwin em uma voz clara enquanto a porta da sala de sessões estava aberta. Na segunda sessão, Piper mencionou o nome Darwin. 
Walter Leaf, que assistiu a sessões com Piper, testemunhou suas "sessões igualmente insatisfatórias, levando a uma incredulidade igualmente justificável por parte da babá". 
Piper ficou na casa de Oliver Lodge e sua família por duas semanas. Numa sessão, o controle de Piper mencionou a Lodge que um medalhão havia sido dado à esposa por seu pai. Lodge acreditava que Piper havia obtido essas informações sobrenaturalmente, no entanto, o psiquiatra Charles Arthur Mercier revelou que Piper poderia facilmente examinar os pertences da família Lodge e ver o medalhão enquanto ela estava com eles e a esposa de Lodge às vezes também as usava. 
O filósofo William Romaine Newbold, que testemunhou várias sessões com Piper, escreveu: "Em todos os anos da mediunidade da Sra. Piper, ela não revelou a ciência, seus esforços em astronomia eram totalmente infantis, sua profecia falsa. Ela nunca revelou um pedaço de informação útil. Ela nunca conseguiu revelar o conteúdo de uma carta de teste deixada pelo Dr. Hodgson. " 
Chapman Cohen observou que os controles de Piper eram obviamente fictícios, pois alegou que ela se comunicava com o personagem fictício Adam Bede do romance de George Eliot .  Em 1915, Eleanor Sidgwick escreveu um relatório de 657 páginas sobre Piper, que concluiu que seu controle de transe "não é, como professa ser, um espírito independente usando o organismo da Sra. Piper, mas alguma fase ou elemento do próprio Sra. Piper. consciência." 
O médico Antônio da Silva Mello também considerou Piper uma fraude, observou que "todas as suas revelações nada mais eram do que suposições e interpretações, muitas vezes vagas e com uma alta porcentagem de erros".

## Citações
| “                     | (...) uma proposição universal pode ser mostrada falsa por um exemplo particular. Se você deseja questionar a lei que todos os corvos são negros, você não precisa mostrar que nenhum corvo o é; é suficiente se você provar que um único corvo seja branco. Meu próprio corvo branco é a Sra. Piper. Nos transes desta médium, não posso resistir à convicção de que surgem conhecimentos os quais ela nunca obteve pelo uso habitual dos seus olhos, ouvidos e sagacidade. Qual a fonte deste conhecimento, eu não sei (...); mas não vejo escapatória de admitir o fato de tal conhecimento. Então, quando eu me volto para o restante das evidências (...) não consigo carregar comigo o viés irreversivelmente negativo da mente científica rigorosa, com sua presunção sobre o que a verdadeira ordem da natureza deve ser. | ” |
| — Prof. William James | |   |

| “                  | (...) à sra. Piper como uma manifestação de agradecimento do mundo à sua longa vida de serviços e de ajuda ao início de uma difícil ciência. | ” |
| — Sir Oliver Lodge | |   |

| “            | Para diminuir a influência atual do Espiritismo - e das várias outras superstições modernas - não basta o descrédito intelectual. Nenhuma fé morre porque é irracional, mas apenas porque os instintos que ela satisfazia encontram gratificações mais completas e permanentes em outras direções. | ” |
| — Amy Tanner | |   |